# Alice et le Chandelier
Alice et le Chandelier (titre original : The Sign of the Twisted Candles, littéralement : Le Signe des chandelles torses), est le neuvième roman de la série américaine Alice (Nancy Drew en version originale) écrit par Caroline Quine, nom de plume collectif de plusieurs auteurs. Les auteurs de ce roman sont Walter Karig (en) et Harriet Adams.
Aux États-Unis, le roman est publié pour la première fois en 1933 par Grosset & Dunlap, New York. En France, il paraît en 1956 chez Hachette Jeunesse dans la collection « Bibliothèque verte » sous le no 278.

## Résumé
Remarque : le résumé est basé sur les éditions originales non abrégées parues en langue française dans la collection « Bibliothèque verte » de 1956 à 1969. Néanmoins les numéros de chapitres sont ceux des éditions de 1971, 1979 et 1984 (division en vingt chapitres). Par ailleurs les noms des personnages sont ceux des parutions jusqu'en 1969 ; après cette date, divers noms ont été modifiés et l'histoire, altérée.

### 1repartie: présentation des personnages et de l'intrigue
Au cours d'une promenade en voiture dans la campagne avec ses fidèles amies Bess et Marion, un violent orage éclate et noie le moteur de la voiture d'Alice. Les trois jeunes filles se réfugient dans une vieille auberge dont l'enseigne est Aux Bougies Torses.
Le propriétaire est un centenaire, Asa Sidney, qui se trouve être l'arrière grand-oncle de Bess et de Marion. Il vit reclus dans une tour de la propriété. L'auberge est tenue par les époux Frank et Clara Semitt, un couple antipathique. Leur fille adoptive, Peggy Bell, une adolescente douce et aimable, travaille comme serveuse à l'auberge. Alice et ses amies se rendent vite compte que les Semitt maltraitent psychologiquement Peggy et Asa. Le vieil homme demande à Alice de l'aide : il souhaiterait rencontrer un homme de loi pour modifier son testament.
Alice est témoin du fait que le couple d'aubergistes vient de subtiliser un petit coffret (une sorte de cassette) appartenant sans aucun doute au centenaire. Elle suit l'aubergiste et le voit qui cache la cassette sous un tas de bois. Hors de la vue des aubergistes, elle récupère l'objet et se rend en ville pour le remettre en sécurité. Une voiture la suit, mais Alice parvient à semer son poursuivant. Elle remet la cassette à M. Hill, banquier de Briseville et ami de James Roy.
Après avoir fait face aux appétits financiers malsains des aubergistes, Alice doit contrecarrer les ambitions de Jacob Sidney, neveu du centenaire, ainsi que ceux de Peter Banks, fils de l'ex-épouse du centenaire. James Roy, père d'Alice, appelé par celle-ci, arrive à la propriété. Il se rend vite compte que les aubergistes ont menti au centenaire sur les revenus tirés de l'exploitation de la propriété. En dépit des obstacles présentés par le couple d'aubergistes, M. Roy a un long entretien avec le vieil homme. Pendant ce temps Peggy va voir Alice et lui explique que le centenaire lui a révélé l'existence d'une cachette, dans laquelle Peggy a découvert des diamants. Les deux jeunes filles font des recherches dans la maison, et Alice découvre une très belle boîte à musique ancienne. James Roy quitte la propriété avec les dernières volontés du centenaire tandis qu'Alice reste à l'auberge. Le lendemain, on apprend la mort du vieillard durant la nuit.

### 2epartie: la protection de l'héritage du centenaire
Les dernières volontés du défunt sont lues par James Roy devant Jacob Sidney, les aubergistes, Peter Banks et les nièces de ce dernier, c'est-à-dire les mères de Bess et Marion. Le centenaire a souhaité que la totalité de ses avoirs immobiliers et mobiliers soit vendue aux enchères, et que le produit soit réparti entre ses héritiers. À la grande surprise des auditeurs, les huit neuvièmes de la fortune doivent revenir à Peggy Bell, qui n'est que la fille adoptive des aubergistes. Ceux-ci, d'ailleurs, comme les autres héritiers, n'obtiennent qu'une très faible part de l'héritage du défunt : un huitième du total à partager entre eux.
Les mères de Bess et Marion interdisent à leurs filles de revoir Alice tant que celle-ci sera amie avec Peggy, ce qui attriste Alice, désolée de voir ses deux meilleures amies s'éloigner d'elle temporairement. Alice inspecte la propriété, et découvre M. Hill, le banquier de Briseville, en train de faire des recherches dans une dépendance. L'homme est ensuite agressé par l'aubergiste qui le surprend. Il apparaît que c'est ce dernier qui voulait trouver les cachettes du défunt. Alice et M. Hill sont garrottés par l'aubergiste, mais parviennent à se libérer. Dès le lendemain, James Roy fait poster des détectives privés aux Bougies Torses. Alice va avec Peggy en ville pour lui acheter des vêtements. Elles rencontrent Bess et Marion dans un magasin ; en fin de compte Bess et Marion redeviennent les amies d'Alice. On apprend que M. Roy est allé faire des recherches à l'orphelinat où avait été recueillie Peggy avant son adoption, mais sans pouvoir déterminer l'identité des parents de Peggy.
Alice appelle à son aide son ami dévoué, Ned. Tous deux se rendent aux Bougies Torses : les détectives ont disparu et Jacob Sidney est retrouvé garrotté et bâillonné. Une voiture part en trombe ; Alice et Ned la poursuivent, car ils pensent trouver l'identité du bandit qui a fait cela. Ils apprennent que l'homme s'appelle Krill. Interrogé, celui-ci reconnaît qu'il connaît les aubergistes. Krill est mis en garde à vue. De retour aux Bougies Torses, Alice continue ses recherches et parvient à découvrir une dernière cachette, située derrière un grand chandelier de cuivre. Cette cachette contient un document « à ouvrir en présence de Peggy Bell ». À ce moment-là, Alice reçoit un appel téléphonique : Peggy vient d'être enlevée.
Heureusement, Alice parvient à délivrer Peggy de l'endroit où elle est détenue, c'est-à-dire aux Bougies Torses. Les aubergistes, qui avaient procédé à l'enlèvement, sont arrêtés et mis sous les verrous.
Une réunion finale a lieu. James Roy lit le document trouvé par Alice sous le grand chandelier. Il s'agit d'un message du centenaire décédé qui explique que Peggy est sa plus proche parente, en l'occurrence son arrière petite-fille, commune aux familles Sidney et Banks. C'est la raison pour laquelle il lui a légué la plus grande part de son héritage. Les autres personnes présentes à la réunion (Jacob Sidney, Peter Banks, les mères de Marion et de Bess) félicitent Peggy.

## Choix du titre français
Le titre anglais, « The Sign of the Twisted Candles » (« Le Signe des chandelles torsadées ») est plus précis que le titre français. En effet, il est question dans le roman de bougies torsadées sur elles-mêmes ; les lieux où apparaissent écrites ou gravées ces bougies dans la propriété indiquent les emplacements de cachettes contenant des objets précieux. Cependant, le titre anglais présente le désavantage de dévoiler immédiatement l'un des ressorts de suspense du roman.
Le personnage d'Asa Sidney est chandelier (fabricant de chandelles) de métier. Centenaire en 1933, il conserve la mémoire de cette profession oubliée. Si on prenait le mot chandelier dans le sens moderne de support à chandelles, le titre français serait sans rapport avec l'histoire. En effet, la seule allusion faite à un chandelier se trouve au chapitre XV intitulé « Le secret du chandelier » quand Alice découvre qu'un chandelier cache et protège une cachette.

## Personnages

### Personnages récurrents
- Alice Roy : jeune fille blonde, détective amateur, orpheline de mère, fille de James Roy.
- James Roy : avoué[14] de renom, père d'Alice Roy, veuf.
- Bess Taylor : jeune fille blonde et rondelette, une des meilleures amies d'Alice. Sa mère est une lointaine héritière du défunt.
- Marion Webb : jeune fille brune et sportive, cousine germaine de Bess Taylor et une des meilleures amies d'Alice. Sa mère est une lointaine héritière du défunt.
- Ned Nickerson : jeune homme brun et athlétique, ami et chevalier servant d'Alice, étudiant à l'université d'Emerson.
- Sarah, la fidèle vieille gouvernante des Roy, qui a élevé Alice à la mort de sa mère.

### Personnages spécifiques à ce roman
- Peggy Bell (Sadie Wipple en VO, Carol Wipple en VO révisée) : fille adoptive des Semitt, le couple d'aubergistes aux Bougies Torses.
- Asa Sidney (Abel Sidney dans les éditions récentes) : un centenaire à la longue barbe, propriétaire de l'auberge Aux Bougies Torses.
- Frank Semitt (Frank Jemmit en VO révisée, Frank Jammes dans les éditions récentes) : aubergiste aux Bougies Torses.
- Clara Semitt (Emma Semitt en VO, Emma Jemmit en VO révisée, Clara Jammes dans les éditions récentes) : femme de Frank Semitt, aubergiste aux Bougies Torses.
- M. Hill : banquier, ami de James Roy.
- Jacob Sidney : neveu d'Asa Sidney et parent éloigné de Bess et Marion.
- Peter Banks : parent d'Asa Sidney, grand-oncle de Bess et de Marion.
- M. Krill : homme de main recruté par le couple Semitt.

## Éditions françaises
Après 1969, les rééditions françaises reprendront la nouvelle version révisée aux États-Unis par Harriet Adams et parue en 1968. Les grandes lignes du roman original sont préservées mais de nouvelles péripéties sont ajoutées tandis que d'autres passages sont supprimés. Les noms de certains personnages sont changés : Asa Sidney devient Abel Sidney, Frank et Clara Semitt deviennent Frank et Clara Jammes.
À noter une absence de réédition en France de vingt ans, de 1986 à 2006.
Note : Toutes les éditions ont paru aux éditions Hachette Jeunesse.
- 1956 : Alice et le Chandelier — coll. « Bibliothèque verte » no 278, cartonné avec jaquette, texte original. Illustré par Albert Chazelle. Traduction de Hélène Commin. 25 chapitres. 254 p.  ;
- 1958 : Alice et le Chandelier — coll. « Bibliothèque verte » no 20, cartonné et pelliculé, dos blanc, texte original. Illustré par Albert Chazelle. Traduction de Hélène Commin. 25 chapitres. 254 p.  ;
- 1960 : Alice et le Chandelier — coll. « Bibliothèque verte » no 20, cartonné et pelliculé, dos vert, texte original. Illustré par Albert Chazelle. Traduction de Hélène Commin. 25 chapitres. 254 p.  ;
- 1967 : Alice et le Chandelier — coll. « La Galaxie » (série « 3 livres en un »), cartonné, texte original. Illustré par Albert Chazelle ;
- 1971 : Alice et le Chandelier — coll. « Idéal-Bibliothèque », cartonné sans jaquette, texte abrégé et modifié[15]. Illustré par Albert Chazelle ;
- 1979 : Alice et le Chandelier — coll. « Bibliothèque verte », cartonné, texte abrégé et modifié[16]. Illustré par Jean-Louis Mercier. Traduction de Hélène Commin. 20 chapitres. 182 p.  ;
- 1984 : Alice et le Chandelier — coll. « Bibliothèque verte », cartonné (série "striée")[17], texte abrégé et modifié[16]. Illustré par Jean Sidobre. Illustrations intérieures de Jean-Louis Mercier. Traduction de Hélène Commin. 20 chapitres. 184 p.  ;
- 2006 : Alice et le Chandelier — coll. « Bibliothèque verte » no 504 (série Marguerite Sauvage), format poche mi-souple, texte abrégé et davantage modifié[18]. Illustré par Marguerite Sauvage. Traduction de Hélène Commin. 25 chapitres. 216 p.  ;
- 2015 : Alice et le Chandelier — coll. « Bibliothèque rose » no 3, format poche mi-souple, texte abrégé et modifié[18]. Illustré par Cécile Roubio. Traduction de Hélène Commin. 274 p.  ;